# فراج (اسم)
فراج هو اسم علم مذكر من أصل عربي، ومعناه هو من الفعل فرج، والفراج كاشف الغم مزيل الكرب، والفرج الخلل بين كل شيئين.

## وصلات خارجية
- موسوعة السلطان قابوس لأسماء العرب نسخة محفوظة 5 أبريل 2019 على موقع واي باك مشين.